# Иов (Гумеров)
Архимандрит И́ов (в миру Шами́ль Абильхаи́рович Гуме́ров, в крещении Афана́сий; род. 25 января 1942, Челкар) — советский философ и российский религиозный деятель, архимандрит Русской православной церкви, насельник Сретенского монастыря в Москве, духовный писатель, публицист, автор житий святых. Кандидат философских наук, кандидат богословия. Один из авторов «Большой советской энциклопедии», «Православной энциклопедии» и словаря «Русские писатели. 1800—1917. Биографический словарь».

## Биография
Родился 25 января 1942 года в поселке Челкар Актюбинской области Казахской ССР в татарской семье. В 1948 году семья Гумеровых переехала в Уфу, где Шамиль провел детские и отроческие годы. В 1959 году окончил среднюю школу.
В 1959 году поступил на исторический факультет Башкирского государственного университета (ныне Уфимский университет науки и технологий). Окончил четыре курса и перевёлся в 1963 году на философский факультет Московского государственного университета, который окончил в 1966 году.
«К богословию меня привела философия, которую в Средние века называли „служанкой богословия“ („philosophia est ministra theologiae“). Философия стала интересовать меня ещё в школе. Мы жили на окраине Уфы. В нашей районной библиотеке я обнаружил классические труды Р. Декарта, Г. В. Лейбница, Г. Гегеля и других философов и очень увлекся ими. Окончив среднюю школу, я хотел поступить на философский факультет Московского университета, но туда принимали только с трудовым стажем не менее двух лет. Мама уговорила меня поступить на исторический факультет Башкирского государственного университета (ныне Уфимский университет науки и технологий). Там я окончил четыре курса, перешел на пятый. Но мое желание оставалось неудовлетворенным, ведь второе высшее образование в Советском Союзе получить было невозможно. Неожиданно для меня ректор университета, который знал о моем увлечении философией, предложил попробовать перевестись на философский факультет Московского университета. Всё прошло без затруднений, и я был принят на третий курс. Началась очень напряженная жизнь, в течение учебного года я должен был сдать экзамены и зачеты за три курса».
В 1969 году поступил в аспирантуру Института конкретных социальных исследований (ИКСИ) АН СССР, которую окончил в 1972 году. В декабре 1973 года в Институте философии АН СССР защитил диссертацию на соискание учёной степени кандидата философских наук по теме «Системный анализ механизма изменения социальной организации» (специальность 09.00.01 — диалектический и исторический материализм).
По окончании аспирантуры с июля 1972 года работал в Институте научной информации по общественным наукам (ИНИОН) Академии наук. С июня 1976 года до декабря 1990 года работал старшим научным сотрудником во Всесоюзном научно-исследовательском институте системных исследований (ВНИИСИ) Академии наук. В эти годы знакомится с российским социологом Валентиной Чесноковой, в кругу общения которой и сформировалось его профессиональное видение.
17 апреля 1984 года со всей семьей (жена и трое детей) принял святое крещение с именем Афанасий (в честь святителя Афанасия Великого).
С сентября 1989 года по 1997 год преподавал основное богословие в Московской духовной семинарии и Священное Писание Ветхого Завета в Московской духовной академии. В мае 1990 года экстерном окончил Московскую духовную семинарию, а в 1991 году — тоже экстерном — Московскую духовную академию. В 1991 году защитил диссертацию на степень кандидата богословия.
В праздник Живоначальной Троицы 3 июня 1990 года ректор Академии архиепископ Александр (Тимофеев) рукоположил Афанасия Гумерова в диакона, а 23 сентября того же года — в священника. Служил в храме св. равноапостольного князя Владимира в Старых Садех, святителя Николая Чудотворца в Хамовниках, Ивановском монастыре.
С декабря 2002 года с согласия матушки Елены и детей, начавших самостоятельную жизнь, стал насельником Сретенского монастыря. По собственному признанию: «Мне было уже шестьдесят лет. Постепенно старел и стал вспоминать о своём давнем желании принять монашество. Пока дети были маленькие, конечно, и речи об этом не могло быть. Но теперь они выросли. Кроме того, хотя я всю жизнь был здоровым человеком, началась полоса постоянных болезней. Было и ещё одно обстоятельство: сын попал в армию, воевал в Чечне в наступательной группировке. Думаю, Господь специально посылал мне все эти испытания, которые побудили меня размышлять о монашеском пути. Я решил 40 дней читать акафист Матери Божией. Перед чтением и после просил Пресвятую Богородицу открыть Божию волю мне через архимандрита Тихона (Шевкунова), так как я преподавал тогда в Сретенской семинарии и он был единственным наместником монастыря, с которым я тесно общался. И Божия Матерь в точности исполнила мою просьбу: дней через десять я шёл из семинарии домой и обошёл храм с южной стороны, чтобы идти к воротам монастыря. Навстречу мне шёл отец Тихон, мы поздоровались, и первыми словами, которые он мне сказал, были: „Когда вы переселитесь к нам? Мы вам подготовили келью“. После этого я вернулся домой и рассказал своей супруге о случившемся. Матушка мне сказала, что это воля Божия. Она прибавила: „Мне хорошо только тогда, когда тебе хорошо. Если тебе будет в монастыре хорошо, то поступай, а я потерплю“. Через месяц я приехал в Сретенский монастырь». В 2003—2011 годы вел рубрики «Вопросы священнику» на сайте «Православие.Ru».
5 апреля 2005 года пострижен наместником монастыря архимандритом Тихоном (Шевкуновым) в монашество с именем Иов в честь праведного Иова Многострадального.
1 мая 2011 года в Успенском соборе Свято-Троицкой Сергиевой лавры награждён правом ношения креста с украшениями
10 апреля 2017 года за Литургией в Малом соборе Донского монастыря Патриархом Московским и всея Руси Кириллом был возведён в сан архимандрита.

## Семья
- Отец, Абильхаир Гумерович, (1913—1996) был начальником службы радиосвязи Уфимского аэропорта.
- Мать, Нагима Хасановна, в девичестве Искиндирова, (1915—1999) работала бухгалтером. В январе 1996 года крестилась с именем Нина.
- Старший сын Павел (род. в июне 1974 года) — протоиерей, настоятель храма благоверных князей Петра и Февронии в Марьине.
- Второй сын Александр (род. в июле 1979 года) — священник храма Пресвятой Троицы в Хохловском переулке, преподаватель Священного Писания Нового Завета ПСТГУ[6]. Женат на дочери социолога Леонида Блехера.
- Дочь Надежда окончила Свято-Димитриевское училище сестёр милосердия, в настоящее время проживает в Австралии, замужем за инженером Петром Ивленковым.

## Работа по канонизации святых
В 1997—2002 годы по поручению священноначалия готовил материалы к канонизации святых. Среди них причислены к лику святых: праведная Матрона Московская, митрополит Макарий (Невский), архиепископ Угличский Серафим (Самойлович), епископ Григорий (Лебедев), протоиерей Иоанн Восторгов, мученик Николай Варжанский, епископ Белевский Никита (Прибытков), протоиерей Неофит Любимов, протоиерей Сергий Голощапов, архимандрит Игнатий (Лебедев), иеросхимонах Аристоклей (Амвросиев), Михаил Новосёлов, Анна Зерцалова, схимонахиня Августа (Защук) и другие.
Собрал также материалы к канонизации протоиерея Валентина Амфитеатрова, подвижницы благочестия Московского Иоанновского монастыря инокини Досифеи, старца Новоспасского монастыря иеросхимонаха Филарета (Пуляшкина), великого князя Сергия Александровича, духовного писателя Евгения Поселянина. Однако Синодальная комиссия по канонизации не приняла решение об их прославлении.

## Публикации
Автор более 110 публикаций.

### Книги
1. Благодатный пастырь. Протоиерей Валентин Амфитеатров. — М.: Издательство Московской патриархии, 1998. — 63 с.
2. Суд над Иисусом Христом. Богословский и юридический взгляд. — М., издание Сретенского монастыря, 2002, 112 с.; 2-е изд. М., 2003, 160 с.; 3-е изд., М.. , 2007, 192 с.
3. Правда веры и жизни. Житие и труды священномученика Иоанна Восторгова. — М.: Издание Сретенского монастыря, 2004. — 366 с.
4. Вопросы священнику. — М.: Издание Сретенского монастыря, 2004. — 255 с.
5. Вопросы священнику. Книга 2. — М.: издание Сретенского монастыря, 2005. — 207 с.
6. Вопросы священнику. Книга 3. — М.: издание Сретенского монастыря, 2005. — 238 с.
7. Вопросы священнику. Книга 4. — М.: издание Сретенского монастыря, 2006. — 256 с.
8. Вопросы священнику. Книга 5. — М.: издание Сретенского монастыря, 2007. — 272 с.
9. Вопросы священнику. Книга 6. — М.: издание Сретенского монастыря, 2008. — 272 с.
10. Тысяча вопросов священнику. — М.: Изд-во Сретенского монастыря, 2009. — 896 с.
11. Таинство Елеосвящения (соборование). — М.: Изд-во Сретенского монастыря, 2009. — 32 с.
12. Святое крещение. — М., 2011. — 32 с. — (Серия «Таинства и обряды»).
13. Что такое брак? — М., 2011. — 64 с. — (Серия «Таинства и обряды»).
14. Крестная сила. — М., 2011. — 48 с. — (Серия «Таинства и обряды»).
15. Таинство покаяния. — М., 2011. — 64 с. — (Серия «Таинства и обряды»).
16. Духовная жизнь современного христианина в вопросах и ответах. Том 1., М., Сретенский монастырь, 2011, 496 с. Том 2.. М., Сретенский монастырь, 2011, 640 с.
17. Закон Божий. — М.: Сретенский монастырь, 2014. — 584 с. (в соавторстве со священниками Павлом и Александром Гумеровыми)

### Статьи
1. «Если мы хотим быть солию земли…». Иоанн Кронштадтский // Сибирские огни. 1991. — № 5. — C. 272—278
2. Три четверти академического богословия (Духовное наследие Прибавлений к «Творениям святых отцов» и «Богословского вестника») // Богословский вестник. — М., 1993. — [Т.] 1. — № 1-2. — С. 21—39.
3. Право и правда [суд над Иисусом Христом] // Журнал Московской Патриархии. 1993. — № 5. — С. 57-74.
4. Добрый посев. Русская писательница Александра Николаевна Бахметева // Бахметева А. Н. Рассказы для детей о земной жизни Спасителя и Господа Бога нашего Иисуса Христа. — М., 2010.
5. Хранитель церковной традиции // «Господь — крепость моя. Памяти архиепископа Александра (Тимофеева)». — Саратов: Издательство Саратовской митрополии, 2013. — C. 88—93.
6. Образ Отцовства небесного // «Православие и современность», 2014. — № 27 (43).
7. Настольная книга священнослужителя. — М., 1994. (Статьи в разделе «Словарь проповедников»):
  1. Архиепископ Амвросий (Ключарев)
  2. Протоиерей Валентин Николаевич Амфитеатров
  3. Митрополит Антоний (Вадковский)
  4. Протоиерей Алексий Васильевич Белоцветов
  5. Профессор протоиерей Александр Андреевич Ветелев
  6. Епископ Виссарион (Нечаев)
  7. Протоиерей Петр Викторович Гнедич
  8. Митрополит Григорий (Чуков)
  9. Архиепископ Димитрий (Муретов)
  10. Епископ Иоанн (Соколов)
  11. Протоиерей Иоанн Васильевич Леванда
  12. Митрополит Макарий (Булгаков)
  13. Митрополит Макарий (Невский)
  14. Архиепископ Никанор (Бровкович)
  15. Архиепископ Николай (Зиоров)
  16. Митрополит Николай (Ярушевич)
  17. Протоиерей Василий Иоаннович Нордов
  18. Митрополит Платон (Левшин)
  19. Протоиерей Родион Тимофеевич Путятин
  20. Священник Михаил Димитриевич Смирнов
  21. Протоиерей Петр Алексеевич Смиров
  22. Протоиерей Петр Александрович Соллертинский
  23. Святитель Тихон Задонский
  24. Митрополит Филарет (Амфитеатров)
  25. Архиепископ Филарет (Гумилевский)
8. Большая советская энциклопедия:
  1. Кёниг Р.
  2. Кетле А. (совм. с А. Х. Хргиан)
  3. Знанецкий Ф. В.
  4. Миллс Ч. Р.
9. Энциклопедия «Русские писатели. 1800—1917» (Издательство «Энциклопедия»):
  1. Альбертини Н. В.
  2. Амвросий (Гренков А. М.), преп.
  3. Антонов А. В.
  4. Аристов Н. Я.
  5. Бабиков А. Я.
  6. Басистов П. Е.
  7. Бахметева А. Н.
  8. Бахтиаров А. А.
  9. Белянкин Л. Е.
  10. Блудова А. Д.
  11. Боборыкин Н. Н.
  12. Булгаков М. П. (митрополит Макарий)
  13. Бухарев А. М.
  14. Валуев Д. А.
  15. Васильчиков А. И.
  16. Векстерн А. А.
  17. Гаврилов Ф. Т. (авторская под. — А. А. Уфимский)
  18. Глинка Г. А.
  19. Глухарёв М. Я. (архимандрит Макарий)
  20. Говоров Г. В. (епископ Феофан Затворник)
  21. Горбунов И. Ф. Горбунов О. Ф.
  22. Данилевский Н. Я.
  23. Дельвиг А. И.
  24. Елагин В. Н. (совм. с А. Л. Варминским)
  25. Игнатий (Брянчанинов)
  26. Иннокентий (Борисов)
  27. Ириней (Фальковский) (совм. с М. П. Лепехин)
  28. Исмайлов Ф. Ф. Карсавин Л. П. Кашкаров И. Д.
  29. Коцебу О. Е.
  30. Коялович М. И.
  31. Курч Е.М
  32. Леонид, архимандрит (Кавелин)
  33. Меньшиков М. О. (при участии М. Б. Поспелова)
  34. Никодим, епископ (Казанцев Н.И)
  35. Пассек В. В.
  36. Победоносцев К. П. (совм. с Сергеевым)
  37. Полетика П. И.
  38. Радожицкий И. Т. (совм. с М. К. Евсеевой)
  39. Рикорд Л. И.
  40. Романов В. В.
10. Православная энциклопедия:

- Авана // Православная энциклопедия. — М., 2000. — Т. I : А — Алексий Студит. — С. 75. — 40 000 экз. — ISBN 5-89572-006-4.
- Аварим // Православная энциклопедия. — М., 2000. — Т. I : А — Алексий Студит. — С. 75-76. — 40 000 экз. — ISBN 5-89572-006-4.
- Авдий // Православная энциклопедия. — М., 2000. — Т. I : А — Алексий Студит. — С. 119-120. — 40 000 экз. — ISBN 5-89572-006-4.
- Авессалом // Православная энциклопедия. — М., 2000. — Т. I : А — Алексий Студит. — С. 132-133. — 40 000 экз. — ISBN 5-89572-006-4.
- Авиафар // Православная энциклопедия. — М., 2000. — Т. I : А — Алексий Студит. — С. 135. — 40 000 экз. — ISBN 5-89572-006-4.
- Авия // Православная энциклопедия. — М., 2000. — Т. I : А — Алексий Студит. — С. 142. — 40 000 экз. — ISBN 5-89572-006-4.
- Аггей // Православная энциклопедия. — М., 2000. — Т. I : А — Алексий Студит. — С. 248-250. — 40 000 экз. — ISBN 5-89572-006-4.
- Адма // Православная энциклопедия. — М., 2000. — Т. I : А — Алексий Студит. — С. 303. — 40 000 экз. — ISBN 5-89572-006-4.
- Адониседек // Православная энциклопедия. — М., 2000. — Т. I : А — Алексий Студит. — С. 308. — 40 000 экз. — ISBN 5-89572-006-4.
- Алфей // Православная энциклопедия. — М., 2001. — Т. II : Алексий, человек Божий — Анфим Анхиальский. — С. 67. — 40 000 экз. — ISBN 5-89572-007-2.
- Амфитеатров Валентин Николаевич // Православная энциклопедия. — М., 2001. — Т. II : Алексий, человек Божий — Анфим Анхиальский. — С. 204-205. — 40 000 экз. — ISBN 5-89572-007-2.
- Анания // Православная энциклопедия. — М., 2001. — Т. II : Алексий, человек Божий — Анфим Анхиальский. — С. 220. — 40 000 экз. — ISBN 5-89572-007-2.
- Анна, св. пророчица // Православная энциклопедия. — М., 2001. — Т. II : Алексий, человек Божий — Анфим Анхиальский. — С. 450-452. — 40 000 экз. — ISBN 5-89572-007-2.
- Анна, иудейский первосвященник // Православная энциклопедия. — М., 2001. — Т. II : Алексий, человек Божий — Анфим Анхиальский. — С. 452. — 40 000 экз. — ISBN 5-89572-007-2.
- Богословский вестник // Православная энциклопедия. — М., 2002. — Т. V : Бессонов — Бонвеч. — С. 531—532. — 39 000 экз. — ISBN 5-89572-010-2.

### В соавторстве со священником Павлом Гумеровым
- Вечная память : православный обряд погребения и поминовение усопших. — Москва : Изд. Совет Русской Православной Церкви, 2009. — 156 с. — ISBN 978-5-94625-306-2
  - Вечная память : православный обряд погребения и поминовение усопших. — 2-е изд., испр. и доп. — Москва : Изд-во Московской Патриархии Русской Православной Церкви, 2011. — 157 с. — ISBN 978-5-88017-224-5
  - Вечная память : православный обряд погребения и поминовение усопших. — [3-е изд.]. — Москва : Изд-во Московской патриархии Русской православной церкви, 2016. — 157 с. — ISBN 978-5-88017-224-5
- Дом христианина. Традиции и святыни. — Москва : Сретенский монастырь, 2010. — 63 с.; 20 см. — (Традиции и святыни). — ISBN 978-5-7533-0408-7

### Научные публикации
- Системно-семиотические инварианты культуры // Системные исследования. — М., 1982. — C. 383—395.
- Методологические проблемы системного анализа организации // "Философско-методологические основания системных исследований. Системный анализ и системное моделирование. — М.: Наука, 1983. — С. 97-113.
- Развитие и организация // «Системные концепции развития». — М., 1985. — Вып. 4. — C. 70-75.
- Глобальные задачи и проблемы «общечеловеческой этики» // Концепция глобальных проблем современности. — М., 1985.
- Экологические ценности в системе культуры // Системные исследования. Методологические проблемы. Ежегодник, 1988. -М.: Наука, 1989. — С. 210—224.
- Философско-антропологические проблемы экологии // Экология, культура, образование. — М., 1989. — С. 96-100.